# Shamániac
Shamániac è il secondo album degli Shaman, ora noti come Korpiklaani, pubblicato nel 2002.

## Tracce
1. Mu sieiddi beales mun gottan (Kanöhta lávlla / Álihasta / Mu sieiddi beales mun gottan) – 17:33
2. Ii Lea Voibmi – 3:30
3. Shamániac – 4:10
4. Jalla – 4:44
5. Sugađit – 8:28
6. Duoddarhálti – 4:49
7. Vuola Lávlla – 2:45

Durata totale: 45:59

## Formazione
- Jonne Järvelä – voce (anche joik), chitarra e tamburo shamanico
- Samu Ruotsalainen – batteria e basso
- Hosse Latvala – tamburo
- Veera Muhli – tastiere
- Toni Näykki – chitarra elettrica
- Janne G'thaur – basso
- Henri Trollhorn Urponpoika Sorvali – tastiere